# Universidade de Sheffield
A Universidade de Sheffield (em inglês: University of Sheffield) é uma escola universitária pública de pesquisa localizada em Sheffield, South Yorkshire, Inglaterra. É membro do Grupo Russell, e em 2012, o QS World University Rankings classificou-a como a 66.ª melhor instituição do ramo. No ano anterior, Sheffield foi também nomeada 'Universidade do Ano' pela revista britânica Times Higher Education.